# Donella Meadows
Donella Meadows, född 13 mars 1941, död 20 februari 2001, var en amerikansk miljöforskare, lärare, föreläsare och författare. Meadows är mest känd som en av författarna till Romklubbens rapport Tillväxtens gränser (The Limits to Growth) (1972)  och Thinking in Systems: a Primer (2008).
Hon räknas, tillsammans med Rachel Carson, som en av den radikala västerländska miljörörelsens förgrundsgestalter.